# The Modern Cook - Con Csaba
The Modern Cook - Con Csaba è un programma televisivo culinario in onda dal 2021 su Food Network

## Il programma
In ogni puntata Csaba, talvolta insieme ai figli Ludovica ed Edoardo, prepara le ricette della tradizione sia italiana che internazionale.

## Edizioni
| Edizione | Conduzione        | Prima puntata  | Ultima puntata | Puntate | Rete         |
| -------- | ----------------- | -------------- | -------------- | ------- | ------------ |
| 1        | Csaba dalla Zorza | 11 aprile 2021 | 6 giugno 2021  | 10      | Food Network |

## Episodi (Prima Edizione)
| Episodi | Nome episodio                    | Piatti cucinati | Messa in onda  |
| ------- | -------------------------------- | --- | -------------- |
| 1       | Primi piatti facili e gustosi    | Tortelli limone e ricotta, Risotto alle pere, Torta di maccheroni                                                  | 11 aprile 2021 |
| 2       | Scelte di carne                  | Vitello tonnato, Pollo arrosto in cocotte, Filetto di maiale al forno con ravanelli stufati                        | 11 aprile 2021 |
| 3       | Insalate deliziose               | Insalata niCoise, Insalata detox con mango, Insalata di patate e fagiolini con uovo                                | 18 aprile 2021 |
| 4       | Le torte preferite               | Pan di Spagna, Pound cake al limone, Torta Renée                                                                   | 25 aprile 2021 |
| 5       | I classici della pasticceria     | Pasta Frolla, Pasta Choux, Crema pasticcera                                                                        | 2 maggio 2021  |
| 6       | Aperitivo d’effetto              | Crema alle erbe fini e canapè con cetriolo, Pane alle castagne, Hummus verde                                       | 9 maggio 2021  |
| 7       | Dolce e salato                   | Scones classici, Sandwiches integrali con burro e salmone e panna acida, Dolcetti al cioccolato con crema al burro | 16 maggio 2021 |
| 8       | Metodo old style                 | Spezzatino di primavera, Polpo con cipolle all'aceto di mele, Purè di patate                                       | 23 maggio 2021 |
| 9       | La colazione ideale              | Uovo alla Benedict, Brioche, Crepes e caffè viennese                                                               | 30 maggio 2021 |
| 10      | Ricette complete ricche di gusto | Bocconcini di pollo con patatine, Curry vegano, Ramen con l'uovo                                                   | 6 giugno 2021  |